# 26639 Murgaš
26639 Murgaš là một tiểu hành tinh vành đai chính với chu kỳ quỹ đạo là 1325.9846771 ngày (3.63 năm).
Tiểu hành tinh này được nhà thiên văn học Peter Kušnirák người Slovakia phát hiện vào ngày 5 tháng 5, năm 2000 tại Đài thiên văn Ondřejov và nó được đặt theo tên của Jozef Murgaš.